# Mosteiro de Stavropoleos

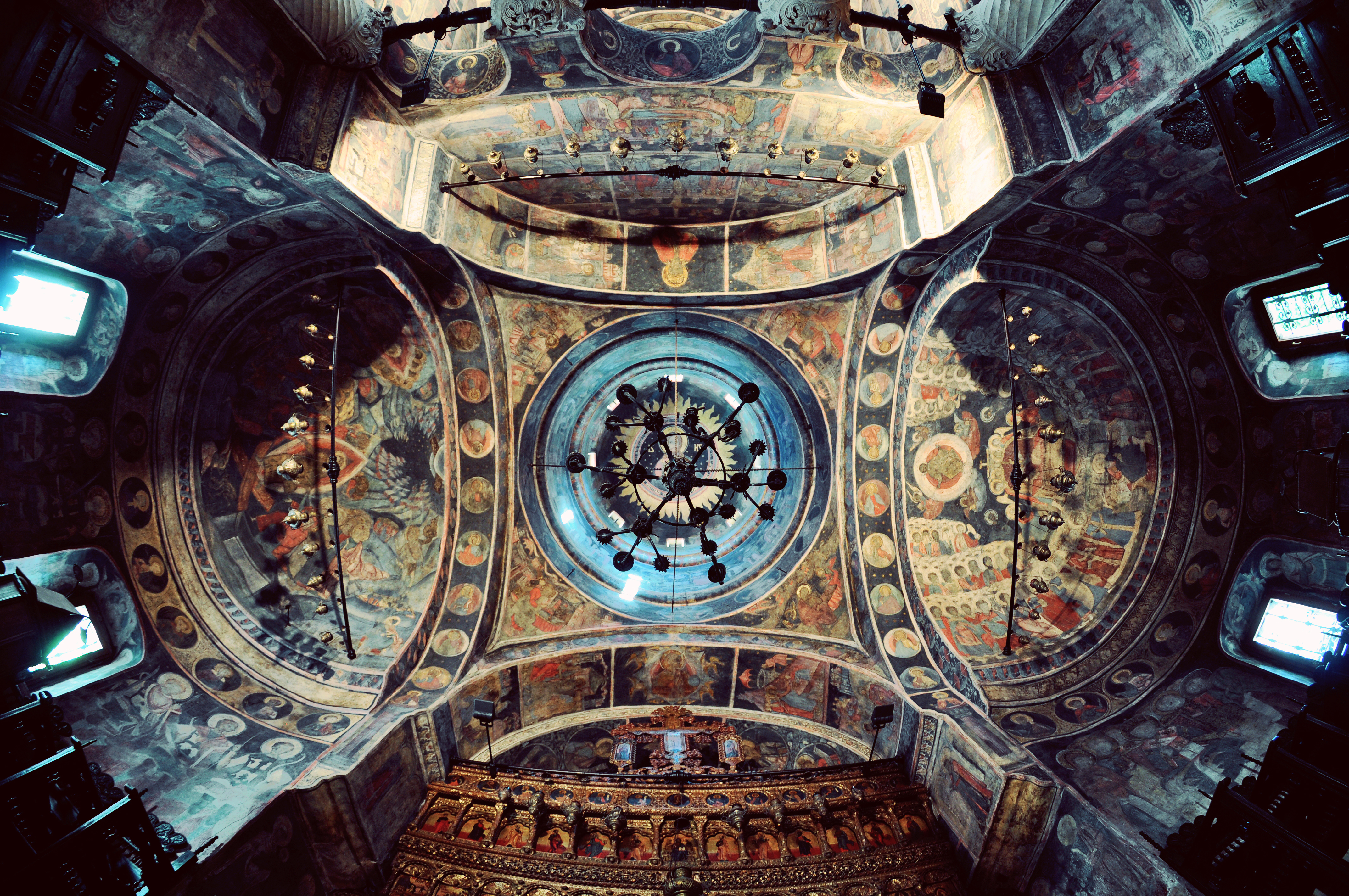
Pinturas e lustres feitos à mão

O Mosteiro de Stavropoleos (em romeno: Mănăstirea Stavropoleos), também conhecido como Igreja de Stavropoleos (em romeno: Biserica Stavropoleos) durante o último século, quando o mosteiro foi dissolvido, tornou-se um  mosteiro ortodoxo oriental para freiras no centro de Bucareste, Roménia. A sua igreja foi construída no estilo Brâncovenesc. Os padroeiros da igreja (os santos aos quais a igreja é dedicada) são os arcanjos Miguel e Gabriel. O nome Stavropoleos é o caso genitivo de Stavropolis que significa “cidade da cruz”. Um dos interesses constantes do mosteiro é a música bizantina, expressa por meio do seu coro e da maior coleção de livros de música bizantina da Roménia.

## História
A igreja foi construída em 1724, durante o reinado de Nicolau Mavrocordatos (Príncipe da Valáquia, 1719-1730), pelo arquimandrita Ioannikios Stratonikeas, um monge grego de Pogoniani. Dentro do recinto da sua pousada, Ioanichie construiu uma igreja e um mosteiro que era sustentado financeiramente pelos rendimentos da pousada (uma situação relativamente comum naquela época). Em 1726, o abade Ioannikios foi eleito metropolita de Stavropolis e exarca da Cária. Desde então, o mosteiro que ele construiu passou a chamar-se 'Stavropoleos , o nome da antiga sé. Em 7 de fevereiro de 1742, Ioanichie morreu aos 61 anos e foi sepultado em sua igreja.
A estalagem e os anexos do mosteiro foram demolidos no final do século XIX. Com o passar do tempo a igreja sofreu terremotos, que provocaram a queda da cúpula. As pinturas da cúpula foram restauradas no início do  século XX.
Tudo o que resta do mosteiro original é a igreja, juntamente com um edifício do início do século XX que  abriga uma biblioteca, uma sala de conferências e uma coleção de ícones e objetos eclesiásticos  antigos (início do século XVIII), além de partes de pinturas murais recuperadas de igrejas demolidas durante o regime comunista. Este novo edifício foi construído seguindo o projecto do arquitecto Ion Mincu.
A igreja é pastoreada desde 1991 pelo padre Iustin Marchiș, o primeiro hieromonge da igreja no século passado.A comunidade que aqui vive, além do culto rotineiro, dedica-se à renovação de livros antigos, ícones e vestimentas sacerdotais. O coro da igreja canta música (neo)bizantina (uma parte de voz única, sustentada por um som prolongado chamado ison - tradução aproximada: acompanhamento - ou nota tónica), hoje uma ocorrência rara em igrejas da Roménia.

## Galeria

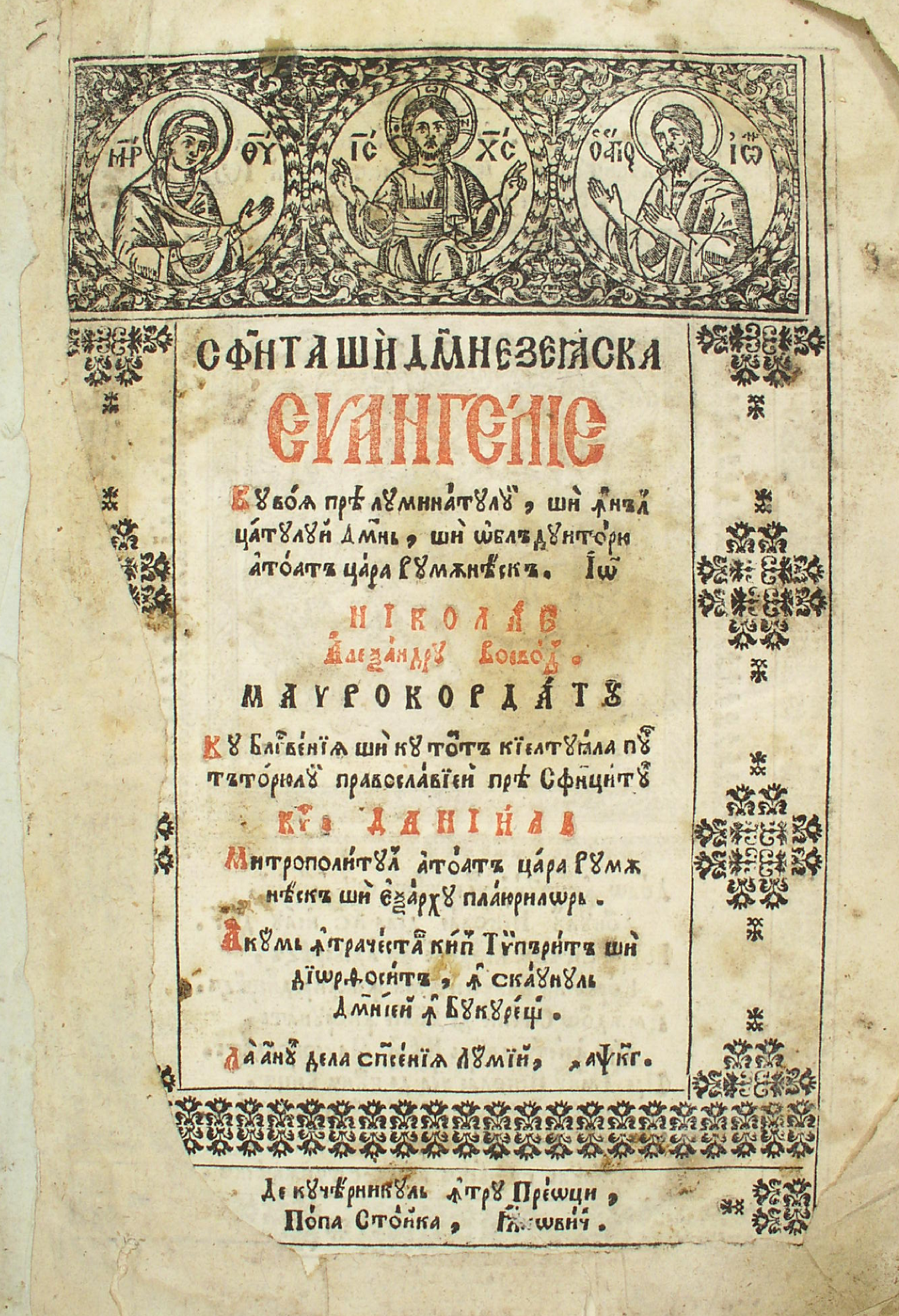
Folha de rosto do Santo e Piedoso Evangeliário (1723, agora na biblioteca do mosteiro), impresso durante o reinado de Nicolae Mavrocordat
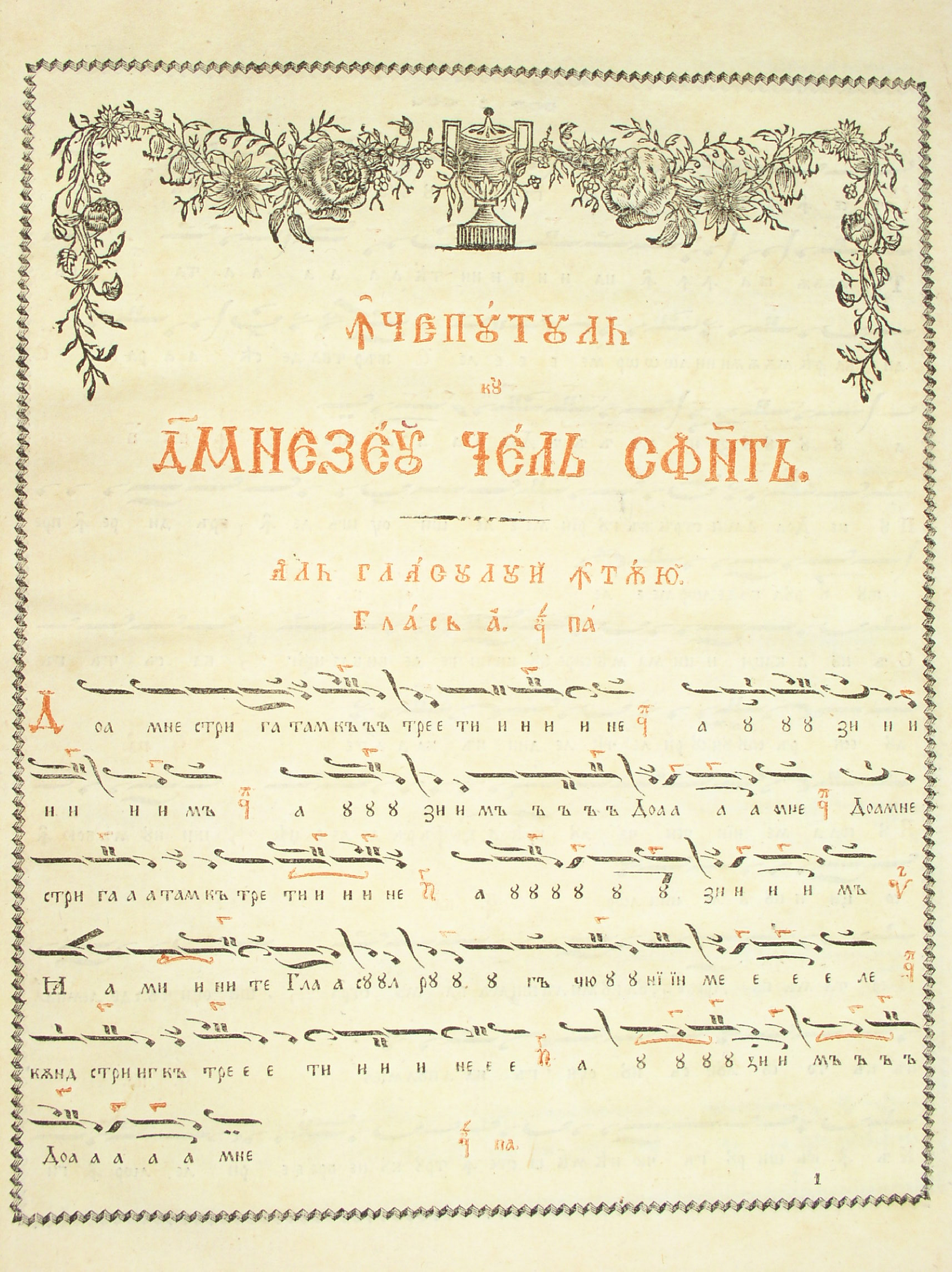
Estilo de notação musical bizantina em um "Livro de Hinos na Ressurreição do Senhor" de 1823, da biblioteca do mosteiro
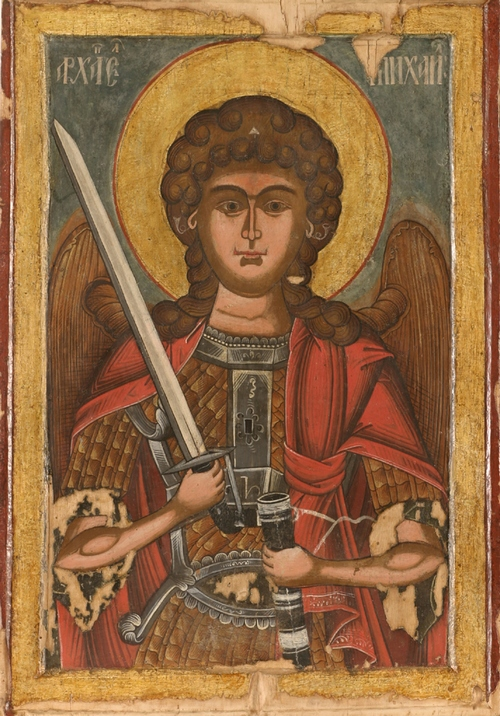
Ícone do Arcanjo Miguel (1756), um dos santos padroeiros da igreja, na coleção do mosteiro
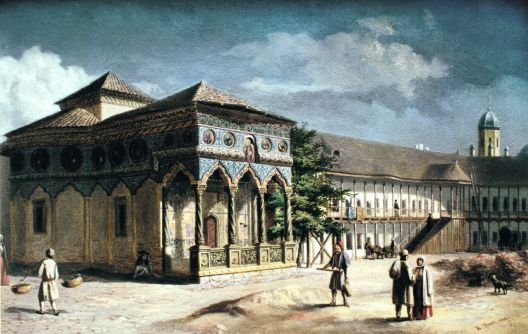
Pintura de Henric Trenk